# Fabienne Hoelzel

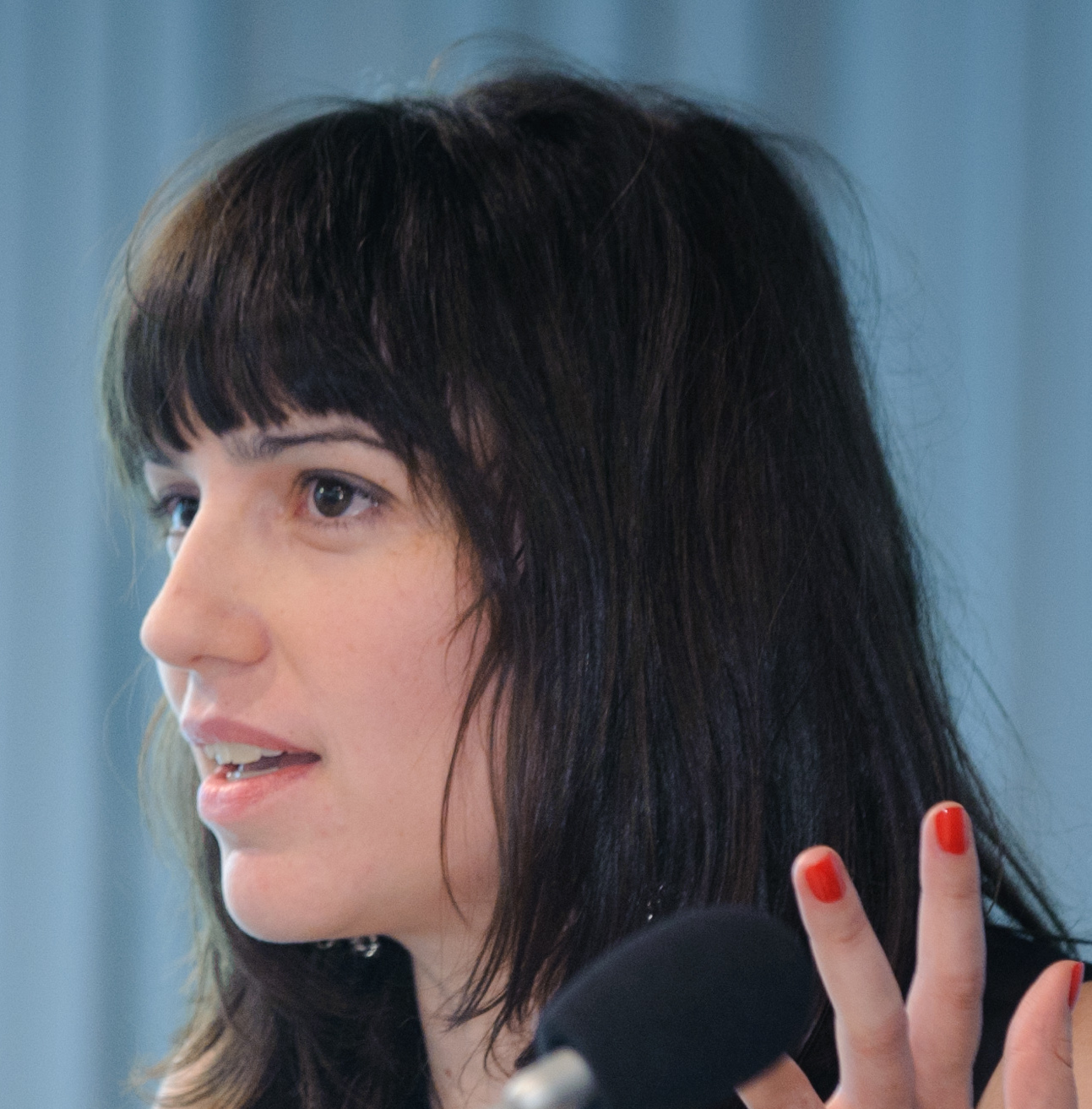
Fabienne Hoelzel, 2011

Fabienne Hoelzel (* 1976 in Aarau) ist eine Schweizer Architektin und Städteplanerin. Sie ist Gründerin und Leiterin von Fabulous Urban, einem Städtebau- und Planungsbüro für weniger entwickelte Regionen mit Fokus auf Community Development mit Sitz in Zürich und Lagos. Seit 2017 ist sie Professorin für das Entwerfen und den Städtebau an der Staatlichen Akademie der Bildenden Künste Stuttgart und Mitglied im Senat, zuständig für Hochschulpolitik.

## Leben und Wirken
Fabienne Hoelzel studierte zwischen 1999 und 2005 Architektur in der Schweiz und den USA. Von 2006 bis 2007 arbeitete sie als Architektin bei Herzog und de Meuron, von 2008 bis 2010 war sie als wissenschaftliche Mitarbeiterin am Institut für Städtebau der ETH Zürich tätig, und 2009 stellvertretende Kuratorin der 4. International Architecture Biennale Rotterdam (IABR). Von 2010 bis 2012 leitete Fabienne Hoelzel in São Paulo, Brasilien das Städtebau- und Planungsteam im Auftrag der Behörde für Stadtentwicklung und Wohnbau (Sehab), die für das städtische Slumaufwertungsprogramm zuständig ist, und 2012 mit dem UN Habitat Scroll of Honor ausgezeichnet wurde.